# Studiu clinic
Un studiu clinic este orice investigație care testează o intervenție terapeutică, medicamentoasă sau non-medicamentoasă, într-o populație de pacienți cu o problemă clinică, pentru a descoperi sau confirma efecte clinice și farmacologice.
Conform Agenției Naționale a Medicamentului termenul de trial clinic, sinonim cu cel de studiu clinic, definește orice investigație făcută asupra unui subiect uman cu intenția de a descoperi sau verifica efectele clinice, farmacologice sau farmacodinamice ale unui produs de investigat. De asemenea studiile clinice pot fi folosite pentru a determina reacțiile adverse ale produsului investigat sau pentru a studia absorbția, distribuția, metabolismul și excreția produsului cercetat, cu scopul constatării siguranței și eficacității acestuia.
Costurile pentru studiile clinice pot varia de la miliarde de dolari per medicament aprobat. Susținătorul poate fi o organizație guvernamentală sau o companie farmaceutică, de biotehnologie sau de dispozitive medicale. Anumite funcții necesare testării, cum ar fi monitorizarea și munca de laborator, pot fi gestionate de un partener externalizat, cum ar fi o organizație de cercetare contractuală sau un laborator central. Doar 10% din toate medicamentele începute în studiile clinice umane devin medicamente aprobate.

## Istorie

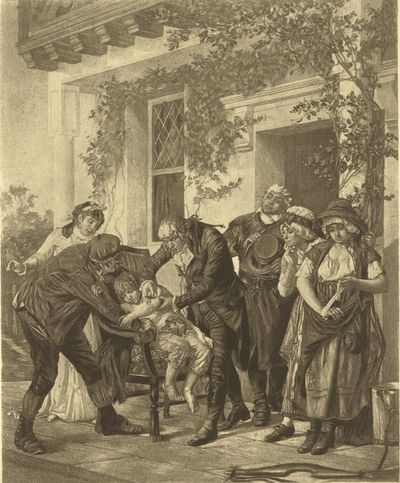
Edward Jenner îl vaccinează pe James Phipps, un băiat de opt ani, pe 14 mai 1796 împotriva variolei.

Conceptele din spatele studiilor clinice sunt vechi. Medicul persan Avicenna, în Canonul medicinei (1025 d.Hr.) a dat sfaturi similare pentru a determina eficacitatea medicamentelor și substanțelor medicale: a stabilit regulile pentru utilizarea experimentală și testarea drogurilor, scriind un ghid clar pentru experimentare atât în procesul de descoperire, cât și în procesul de testare cu privire la eficacitatea medicamentelor și a substanțelor chimice. Avicenna a stabilit următoarele reguli și principii pentru testarea eficacității noilor medicamente, care încă stau la baza studiilor clinice moderne:
1. Medicamentul trebuie să fie lipsit de orice componente străine.
2. Ar trebui folosit pentru o boală simplă, nu compozită.
3. Medicamentul trebuie testat pentru diferite tipuri de boli, pentru că uneori un medicament tratează o boală pentru calitățile ei esențiale și alta pentru calitățile ei accidentale.
4. Calitatea medicamentului trebuie să se potrivească cu puterea bolii. De exemplu, există medicamente, a căror căldură este mai mică decât răceala unor boli, astfel încât să nu aibă efect asupra acestor boli.
5. Timpul de acțiune trebuie bine respectat, pentru a nu se confunda esențialul și accidentalul.
6. Efectul unui medicament trebuie văzut că se întâmplă în mod constant sau, în multe cazuri, dacă nu se întâmplă, trebuie considerat un efect accidental.
7. Experimentul trebuie făcut pe un corp uman: testarea unui medicament pe un leu sau un cal poate dovedi nimic despre efectul său asupra oamenilor.

Mai recent, unul dintre cele mai faimoase studii clinice a fost demonstrația lui James Lind din 1747 că acidul ascorbic vindecă scorbutul. El a comparat efectele diferitelor substanțe acide, de la oțet la cidru, într-un grup de marinari bolnavi, și a constatat că membrii grupului cărora li sa administrat portocale și lămâi au raportat o recuperare clară de scorbut în șase zile.
Frederick Akbar Mahomed, care a lucrat la Guy's Hospital din Londra a adus contribuții fundamentale la dezvoltarea studiilor clinice în timpul studiilor sale detaliate; a distins nefrită cronică cu hipertensiune arterială secundară de așa-numită hipertensiune arterială esențială. De asemenea, a fondat „The Collective Investigation Record for the British Medical Association”; această organizație a colectat date furnizate de medici care practicau în afara spitalului și a fost precursorul studiilor moderne de colaborare.
La începutul anilor 1980, armonizarea protocoalelor clinice între statele din Uniunea Europeană a fost considerată fezabilă. În același timp, coordonarea dintre UE, Japonia și SUA a condus la o inițiativă de reglementare a industriei pentru armonizare internațională, numită după anii 1990, Conferința internațională privind tehnicienii de armonizare a cerințelor pentru înregistrarea medicamentelor de uz uman (ICH). În prezent, cele mai multe studii clinice urmează ghidurile ICH, care „au ca scop asigurarea faptului că medicamentele de bună calitate, siguranță și eficacitate sunt dezvoltate și înregistrate în cel mai eficient mod cu cel mai bun raport cost-eficiență. Aceste calități sunt căutate la consumator și public. interese de sănătate, pentru a preveni duplicarea inutilă a studiilor clinice pe oameni și pentru a minimiza utilizarea testării pe animale fără a compromite obligațiile de reglementare privind siguranța și eficacitatea”.

## Clasificare

### Clasificare metodologică
Studiile clinice pot fi clasificate în funcție de metodologia experimentală utilizată în diverse categorii:
- Studii observaționale:
  - Analitice sau etiologice: sunt folosite pentru a analiza asocierile dintre factorii de risc (determinanți) sau factorii de protecție și patologia studiată. Ele sunt împărțite în:
    - Studii longitudinale: Studii de cohortă împărțite în prospective și retrospective (studii de cohortă istorice); Studiile caz-control (numai retrospective), includ studiile caz-control imbricate
    - Studii transversale (studii de prevalență)

  - Studii de corelație geografică sau temporală
  - Studii descriptive
    - Studii despre serie de cazuri: descrierea unuia sau mai multor cazuri ale unei anumite boli, realizată în special pentru particularitățile sau noutatea acesteia
    - Studii ecologice: descrierea caracteristicilor întregii populații în raport cu o anumită calitate sau boală, pornind de la registrele populației existente
    - Studii de distribuție spațială
    - Studii de evoluare în timp
- Studii experimentale: studii de intervenție care evaluează efectele unui nou tratament asupra unui grup de subiecți sau într-o comunitate
  - Studii pe teren
  - Studii asupra intervențiilor comunitare
  - Studii aleatorii controlate: studii clinice

### Clasificare temporală
- Studii longitudinale: care se realizează cu date obținute în timp și poate fi retrospectiv sau prospectiv
  - Retrospectiv: acesta este un studiu longitudinal realizat cu date din trecut;
  - Prospectiv: este un studiu longitudinal la începutul căruia se culeg datele referitoare la momentul actual, iar apoi se urmărește evoluția acestuia în timp.
- Studii transversale: care se realizează cu date obținute la un moment precis.

### Clasificare după grupa studiată
- Unitatea studiată este  populația: studiu ecologic sau de corelație.
- Unitățile de studiu sunt persoane fizice: raport de caz, studiu de serie de caz, studiu încrucișat, studiu longitudinal.

### Clasificare în funcție de scop
Institutul Național de Sănătate american împarte studiile în șase tipuri diferite:
- Studii preventive: au scopul de a identifica cel mai bun mod de a preveni boala la persoanele care nu au avut niciodată această boală (prevenire primară). Această abordare poate include medicamente, vaccinuri, vitamine, minerale sau modificări ale stilului de viață.
- Studii de proiecție: studiază metodele secundare de prevenție (diagnosticarea precoce a unei boli la subiecții cu risc care nu prezintă simptome).
- Studii diagnostice: efectuate pentru a găsi teste sau proceduri mai bune pentru a diagnostica o anumită boală sau afecțiune.
- Studii terapeutice: testate tratamente experimentale, noi combinații de medicamente și noi abordări chirurgicale sau de radioterapie.
- Studii privind calitatea vieții: explorează modalități de a îmbunătăți confortul și calitatea vieții pentru persoanele cu o boală cronică.
- Studii de utilizare cu compasiune: oferă terapii experimentale unor pacienți, înainte ca acestea să fi ajuns la aprobarea finală a unor organisme de regulamentare a medicamentelor. Acestea sunt destinate pacienților pentru care alte terapii au eșuat. În mod normal, aprobarea a Agenției Națională a Medicamentului trebuie acordată de la caz la caz.[14]

## Studii clinice aleatorii
În 1967 Daniel Schwartz și Joseph Lellouch au introdus distincția între
- studii explicative (explanatory trial) care explorează eficacitatea a tratamentelor extrem de selectate în cadre clinice ideale  întrucât acestea sunt limitate la pacienți foarte selectați și monitorizați îndeaproape;
- studiile pragmatice (pragmatical trial) care explorează eficacitatea tratamentelor care pot fi implementate într-un cadru clinic real („eficacitate reală”).

Limba engleză are, de asemenea, doi termeni diferiți pentru a indica „eficacitatea” diferită demonstrată de aceste două tipuri de studii: cel al studiilor explicative se numește „efficacy”, în timp ce cel al studiilor pragmatice se numește „effectiveness”.
Dacă medicamentul trece cu succes de cele etape clinice, acesta poate fi aprobat de către autoritatea națională (sau supranațională în cazul EMA) pentru utilizare în populația generală.
Fiecare pas al procesului de aprobare a medicamentelor este tratat ca un studiu clinic separat. Cu excepția cazului în care există cazuri speciale (de exemplu, boli rare pentru care nu există suficienți pacienți pentru a efectua studii de fază III), procesul de dezvoltare a unui medicament trece prin toate cele trei faze, pe o perioadă de câțiva ani. Uneori, cele trei faze clinice au fost făcute în paralel, ca în cazul dezvoltării rapide a vaccinurilor anti-COVID-19 în situația de urgență cauzată de pandemia de COVID-19. Asta nu înseamnă că nu au fost luate toate măsurile de precauție necesare: producătorii de vaccinuri și instituțiile universitare folosesc sisteme de producție consacrate deja utilizate pentru vaccinuri sigure și eficiente. În plus, ei cercetează continuu abordări noi pentru producerea și dezvoltarea vaccinurilor, iar unele dintre progresele realizate până în prezent sunt aplicate și dezvoltării de vaccinuri pentru COVID-19. Dezvoltarea vaccinului COVID-19 este comprimată în timp, aplicând cunoștințele actuale extinse despre dezvoltarea vaccinului; zeci de miliarde de euro de resurse au fost alocate pentru a finanța cercetările cât mai repede; și producătorii de vaccinuri au început producția înainte înainte de a termina fazele clinice punând pariu că ar fi fost eficaci și sigure.
Fazele 0 și 1 necesită voluntari sănătoși. Majoritatea celorlalte studii clinice caută pacienți care au o anumită boală sau afecțiune medicală. În funcție de tipul de participare necesar, sponsorii studiilor clinice folosesc diverse strategii de recrutare, inclusiv baze de date de pacienți, ziare, mesaje radio, afișe în locuri aglomerate cu pacienți (cum ar fi cabinetele de medici) și recrutare personală de către cercetătorii înșiși.
Înainte de a obține autorizația pentru studiile clinice, companiile farmaceutice trebuie să efectueze studii preclinice extinse asupra medicamentului.

## Cercetare preclinică
Deoarece la originea cercetării a unui medicament există doar ipotezele teoretice și așteptările de eficacitate, preparatul, înainte de a fi experimentat pe om, este testat pe un așa-numit model experimental al bolii, adică un sistem care prezintă aceeași țintă farmacologică pentru care este medicamentul studiat. Eficacitatea potențială a medicamentului este inițial testată prin intermediul modelelor teoretice (în silico, „în siliciu”, adică pe baza unor modele la calculator), ulterior pe culturile celulare (in vitro). Eficacitatea potențială asupra culturilor celulare este mărită la testarea pe animale (in vivo) sau, în cazul medicamentelor pentru derme, pe țesuturi artificiale care reproduc caracteristicile epidermei umane. Uneori cercetarea se face fără scopuri medicale și doar accidental contribuie la cercetarea medicală, vezi de exemplu cercetarea penicilinei.
De obicei, în faza in silico și in vitro mulți compuși similari sunt experimentați, pentru a măsura activitatea lor și gradul lor de eficacitate. Din acest prim set de teste, vin aleși compușii de ameliorat prin modificări și testați pe animale de laborator. În această fază începe evaluarea a riscurilor și toxicitatea potențială pentru om și uneori sunt introduse modificările la compoziția chimică a ghidului de ghidare, având în vedere formularea predominantă care este de așteptat va fi utilizată în studiile clinice asupra oamenilor.
Faza pre-clinică implică studii farmacodinamice și farmacocinetice, adică studiul efectelor biochimice și fiziologice ale medicamentelor asupra organismului, mecanismul lor de acțiune și efectele pe care le au procesele organismului asupra medicamentului (absorbție, distribuție, metabolism, eliminare).

## Etapele unui studiu clinic aleatoriu
După ce s-a constatat că compusul examinat are eficacitatea dorită asupra țintei farmacologice și un grad acceptabil de siguranță pentru utilizare cu un studiu preclinic, este necesar să se verifice tolerabilitatea și eficacitatea sa reală asupra oamenilor. Pentru aceasta există patru faze distincte și succesive: farmacologie clinică de fază I, studiu de eficacitate de fază II, studiu multicentric de fază III și faza IV post punere pe piață.

### Faza 0: farmacocinetică
Faza 0 a fost introdusă recent, indicând prima fază clinică care precede faza tradițională I, în conformitate cu ghidurile de cercetare a medicamentelor FDA din SUA din 2006. Studiile de fază 0 sunt cunoscute și sub numele de „studii la om cu microdoze” și sunt concepute pentru a accelera dezvoltarea medicamente sau trasori pentru a determina rapid dacă medicamentul acționează asupra subiecților umani, așa cum se crede pe baza studiilor preclinice. Exemple tipice de studii de fază 0 sunt administrarea de doze subterapeutice unice ale medicamentului studiat la un număr mic de subiecți (10 până la 15) pentru a obține date preliminare despre farmacocinetica agentului (cum acționează medicamentul în corpul uman).
Studiile de fază 0 nu oferă date privind siguranța și eficacitatea, fiind prin definiție o doză prea mică pentru a oferi vreun efect terapeutic. Companiile farmaceutice efectuează studii de fază 0 pentru a clasifica medicamentele candidate, pentru a decide cine are cei mai buni parametri farmacocinetici și cine poate continua pentru dezvoltare și testare ulterioară. Acest lucru face posibil să se decidă dacă se continuă sau nu, pe baza modelelor umane relevante, mai degrabă decât pe date uneori inconsecvente extrase de la animale.

### Faza I: siguranță clinică
Au ca obiectiv principal determinarea dozei maximă tolerată sau doza minima eficientă. Numărul de subiecți este de obicei redus (sub 100); subiecții sunt persoane sănătoase. În aceste studii se examinează și definește profilul farmacologic al produsului (absorbția, distribuția, metabolizarea, excreția și durata de acțiune). Vine măsurată farmacocinetica și metabolismul medicamentului, mecanismul de acțiune și farmacodinamia acestuia. Subiectul care primește medicamentul este de obicei observat pentru un multiplu de timp al mai multor timpi de înjumătățire al medicamentului. În plus, prezența oricăror efecte secundare este evaluată în primă instanță. Din punctul de vedere metodologic, se utilizează niveluri de doze crescute treptat, pe loturi mici de pacienți (de obicei sub 10–100), pană când toxicitatea ajunge la un nivel predeterminat sau până când apare o toxicitate neașteptată. Doza testată este în mod normal o fracțiune din doza care dăunează la testarea pe animale.
Voluntarii primesc compensații pentru inconvenientele cauzate de timpul petrecut într-un centru dedicat. Plățile variază de la sume mici de bani pentru o perioadă scurtă la sume mai mari de până la aproximativ 6000$, în funcție de durata participării.
Aproximativ 70% din medicamentele testate trec în faza următoare.

### Faza II: studiu de eficacitate
Odată ce siguranța studiului a fost confirmată de studiul de fază I, studiile de fază II sunt efectuate pe grupuri mai mari (20–300). Acestea sunt concepute pentru a evalua modul în care funcționează medicamentul și pentru a continua evaluarea siguranței efectuată în faza I, pe un grup mai mare de voluntari și pacienți. Când procesul de dezvoltare a unui nou medicament eșuează, se întâmplă de obicei în timpul studiilor de fază II, când se descoperă că nu funcționează conform intenției sau că are efecte toxice. Au ca scop principal determinarea eficienței produsului (rata de răspuns a unei anumite condiții patologice la administrarea terapiei) și de a depista efectele adverse. Subiecții studiului sunt persoane cu o problemă clinică care în mod plauzibil poate fi ameliorată de intervenția terapeutică studiată.
Evaluarea eficacității medicamentului se face urmând diferite protocoale, cel mai utilizat și cel mai de încredere este protocolul dublu-orb, în care pacienții sunt împărțiți în două grupe de tratament, placebo (control) sau medicament (experimental), și în care atât participanții, cât și cercetătorii inițial nu știu cine sunt subiecții care fac parte din grupul experimental și care subiecți fac parte din grupul de control. Fiecare pacient care participă la studiu trebuie să fie informat prompt despre efectele noului medicament și despre riscurile potențiale așteptate și să semneze o declarație de consimțământ informat.
Unele studii de fază II sunt concepute ca un studiu de caz/control, în care unii pacienți primesc medicamentul/dispozitivul, iar alții primesc placebo/tratamentul standard. Studiile randomizate de fază II au mult mai puțini pacienți decât studiile randomizate de fază III: de fapt, sunt implicate puține centre de excelență, capabile să furnizeze date fiabile și fără erori.
Unele studii combină faza I și faza II și testează atât eficacitatea, cât și toxicitatea.
În jur de 33% din medicamentele testate trec în faza următoare.

### Faza III: studiu multicentric
Sunt studii clinice prospective de întindere mare, al căror scop este evaluarea unei intervenții experimentală în comparație cu una standard de aur sau de control, sau compararea a două sau mai multe tratamente existente.
Când un medicament este considerat rezonabil de eficient și sigur, acesta este administrat unui număr mare de oameni. Studiile de fază III sunt studii multicentrice randomizate, controlate, pe un grup mare de pacienți (300–3.000 sau mai mulți, în funcție de boala sau starea medicală investigată) și sunt utilizate pentru a face evaluarea definitivă a eficacității medicamentului față de actualul „standard de aur”. În virtutea dimensiunii și duratei lor, studiile de fază III sunt cele mai scumpe, de lungă durată și mai dificile din punct de vedere al proiectului și al evoluției, mai ales în cazul bolilor cronice.
Studiile se numesc „multicentrice” deoarece experimentarea medicamentului continuă prin extinderea numărului de centre, adică spitale și clinici implicate, cu scopul de a confirma eficacitatea, rafinarea dozelor și formula aleasă, evaluarea valorii terapeutice, definirea mai bună a siguranței, și depășirea problemei variabilității individuale, adică a problemei posibilelor reacții diferite la diferiți pacienți.
La finalul acestei faze experimentale, în Uniunea Europeană se face o cerere de înregistrare la Agenția Europeană a Medicamentului (EMA), în vederea obținerii autorizației de punere pe piață a noii specialități farmaceutice (medicamentul propriu-zis). În primele etape ale studiului clinic (inclusiv faza III), medicamentul nu este încă în vânzare și poate fi utilizat numai în spitale și numai la pacienții care participă la studiu.
Aproximativ 30% din medicamentele testate trec în faza următoare. Separate pe tip de boli studiate, studiile pentru medicamente împotriva cancerului au fost aprobate cu o medie de doar 3%, în timp ce medicamentele de oftalmologie 33% din vaccinurile pentru bolile infecțioase au trecut la faza următoare. Studiile care utilizează indicatori organici („biomarkers”) de boli, în special în studiile privind cancerul, au avut mai mult succes decât cei care nu folosesc acești indicatori.
Cantitatea de bani cheltuiți pe studiile de fază II/III depinde de numeroși factori. Studiile de fază II pot costa până la $20 milioane, iar faza III între $11 milioane și $53 milioane.

### Faza IV: farmacovigilență
Cunoscute și ca studii după punerea pe piață (post-marketing), sunt studii clinice al căror scop este de a integra experienței din studiile clinice în practica generală. Sunt desfășurate pe loturi mari de subiecți, de obicei incluzând loturi reprezentative pentru populația generală. Acestea implică supravegherea siguranței datorită protocoalelor de farmacovigilență și a sprijinului tehnic și științific pentru un medicament după ce acesta a primit autorizația de introducere pe piață.
Studiile de fază IV pot fi solicitate de autoritatea de reglementare sau pot fi efectuate de compania farmaceutică din motive de competitivitate (găsirea unei noi piețe pentru moleculă) sau din alte motive (de exemplu este posibil ca medicamentul să nu fi fost testat în caz de politerapie sau în anumite grupuri de populație, cum ar fi femeile însărcinate, care sunt rareori implicate în studiile clinice).
Supravegherea siguranței este concepută pentru a identifica orice evenimente adverse rare sau cu debut tardiv, la o populație mai mare de pacienți și mai mult decât este posibil în timpul fazelor I-III. Efectele periculoase descoperite în faza IV pot duce la retragerea de pe piață a medicamentului sau la limitarea utilizării acestuia la cazuri limitate.
Supravegherea după punerea pe piață folosește o varietate de abordări pentru a monitoriza siguranța medicamentelor și a dispozitivelor, inclusiv baze de date de raportare spontană, monitorizarea evenimentelor de prescripție, înregistrări electronice de sănătate, înregistrări ale pacienților și legături de baze de date de sănătate.
Conceptul de farmacovigilență a fost introdus în 1970 în Franța de un grup de toxicologi și acceptat în întreaga lume în anii 1980.
Întregul proces de dezvoltare a unui medicament din cercetarea preclinică la punerea pe piață poate dura aproximativ 12–18 ani și adesea costă mult peste 1 miliard de dolari.

## Publicarea studiilor
Studiile clinice sunt publicate și accesibile pe site-ul web oficial american clinicaltrials.gov și pe cele ale statelor individuale.
Rezultatele, dacă sunt pozitive, sunt disponibile în întregime, până la 10 de la înregistrarea medicamentului, astfel încât medicamentul să poată fi produs ca generic.
Publicarea rezultatelor clinice poate avea loc și în articole științifice dedicate. Comunicarea științifică presupune revizuirea conținutului de către un grup de experți independenți, care nu au relații de rudenie sau economice cu autorii studiului și sponsorii acestora.
Există inițiative de aplicare a unei abordări cu sursă deschisă (open source) în cercetarea medicamentelor. Acestea sunt baze de date care pot fi consultate și actualizate gratuit, care oferă acreditări pentru cei care introduc conținutul, și standarde pentru documentația care trebuie furnizată, contribuții voluntare pentru inserare și revizuire, precum Open Archives Initiative.